# José Gutiérrez-Solana
José Romano Gutiérrez-Solana y Gutiérrez-Solana (28 de fevereiro de 1886, Madri - 24 de junho de 1945, Madri) foi um pintor, gravador e autor espanhol. Geralmente assinava suas pinturas como "J. Solana". É considerado um expressionista, mas seu estilo foi fortemente influenciado por El Greco, pelas pinturas negras de Goya e pelas obras de Eugenio Lucas Velázquez.